# Sortland (gemeente)
Sortland (Noord-Samisch:Suortá) is een gemeente in de Noorse provincie Nordland. De gemeente ligt voor het grootste deel op het eiland Langøya, een klein deel ligt op Hinnøya. Sortland telde 10.378 inwoners in januari 2017.

## Plaatsen in de gemeente

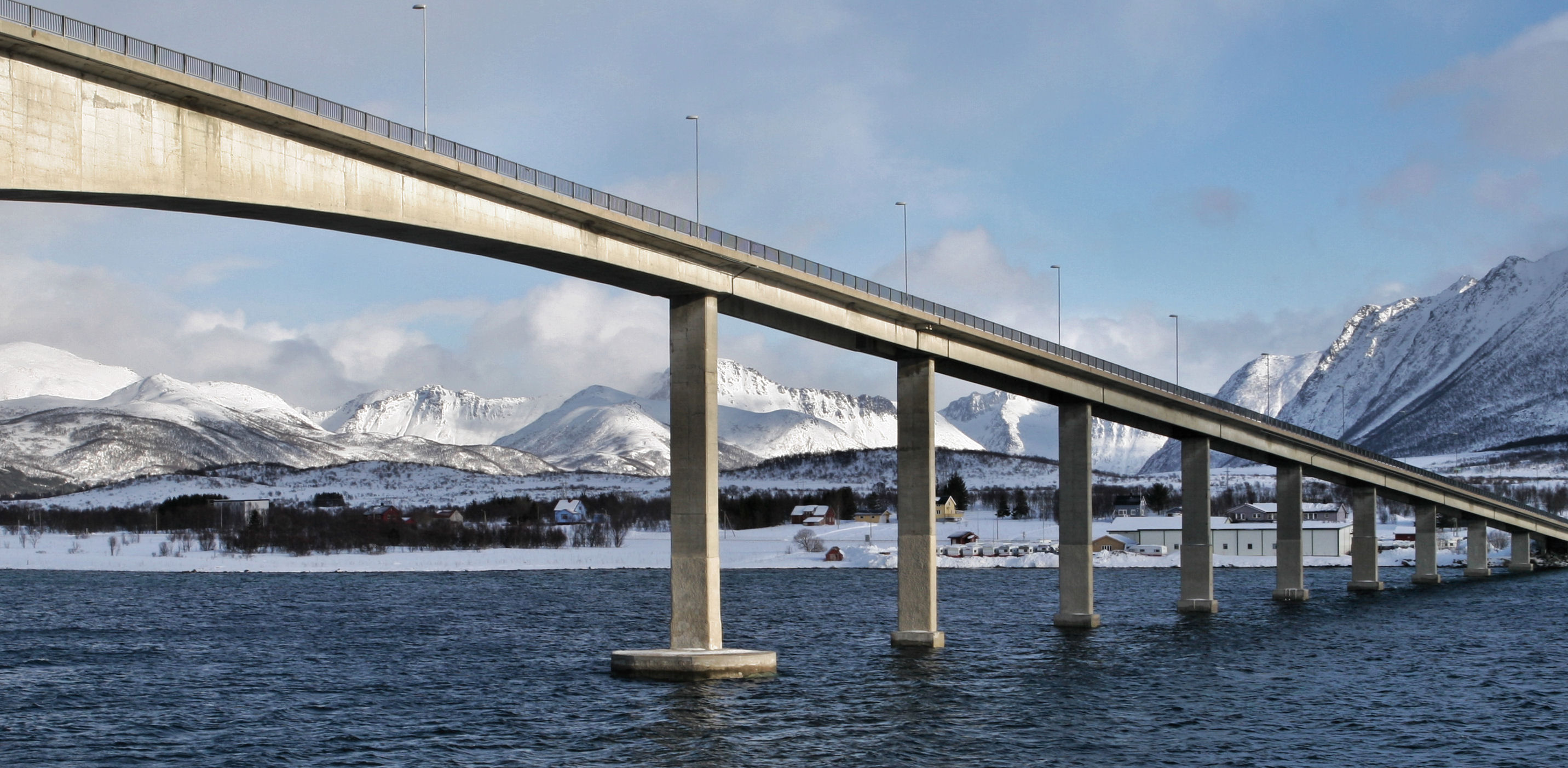
Brug tussen Hinnøya (achtergrond) en Langøya nabij Sortland

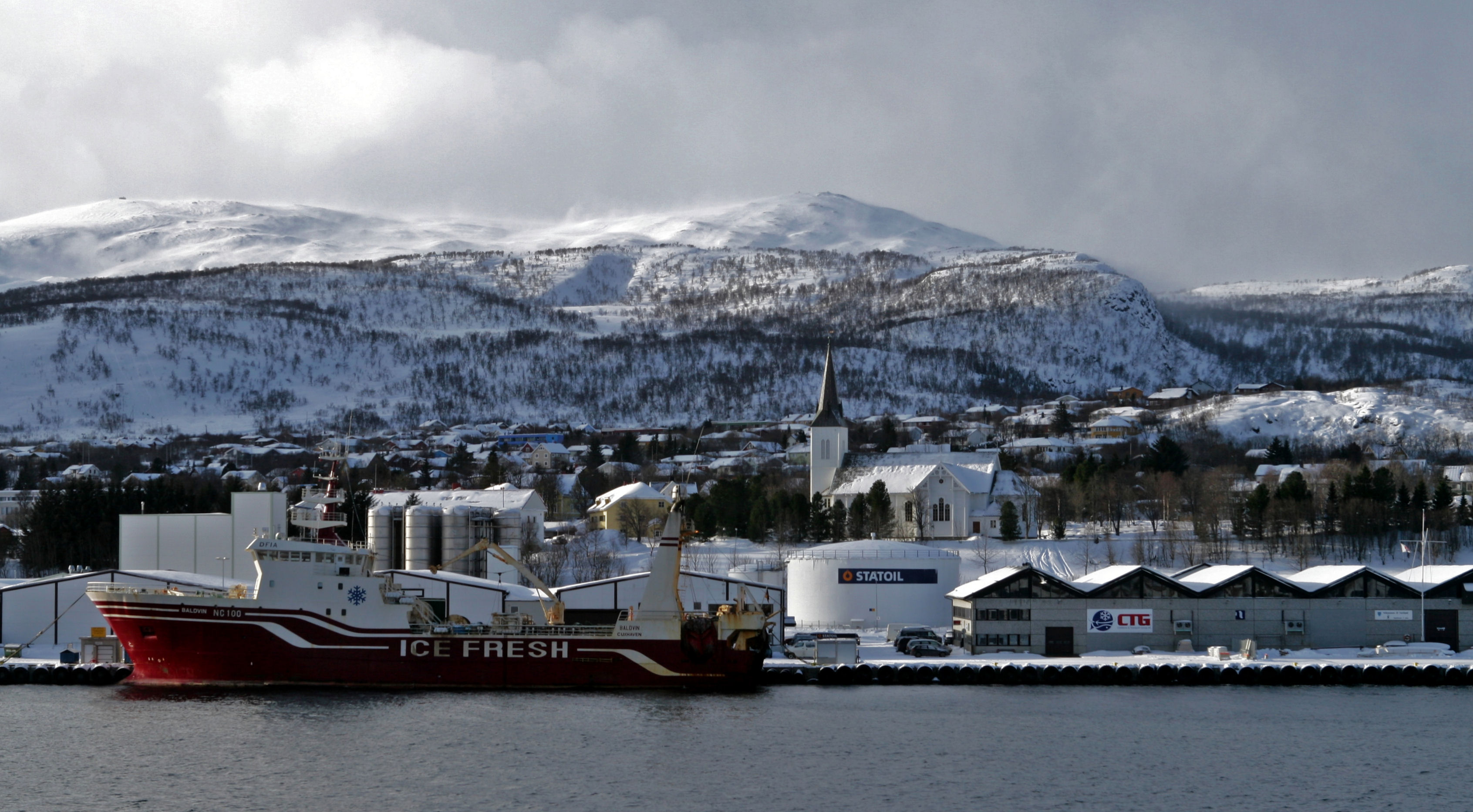
Sortland op het eiland Langøya

- Sigerfjord
- Sortland
- Strand

Alstahaug · Andøy · Beiarn · Bindal · Bø · Bodø · Brønnøy · Dønna · Evenes · Fauske · Flakstad · Gildeskål · Grane · Hadsel · Hamarøy · Hattfjelldal · Hemnes · Herøy · Leirfjord · Lødingen · Lurøy · Meløy · Moskenes · Narvik · Nesna · Øksnes · Rana · Rødøy · Røst · Saltdal · Sømna · Sørfold · Sortland · Steigen · Træna · Værøy · Vågan · Vefsn · Vega · Vestvågøy · Vevelstad

Fylker van Noorwegen